# Moore River
Der Moore River ist ein Fluss in der Wheatbelt-Region im australischen Bundesstaat Western Australia.

## Verlauf
Er entspringt in 162 m Höhe nahe Walebing und fließt in westlicher Richtung über die Edengerie-Kaskaden und durch den nördlichen Rand des Moore-River-Nationalparks. Nach 193 Kilometern mündet er nahe Guilderton in den Indischen Ozean.
Der Moore River umfasst ein Einzugsgebiet, das sich von Three Springs bis nach Guilderton erstreckt und eine Gesamtfläche von 13.540 Quadratkilometern aufweist. Er hat neun Teileinzugsbereiche und eine Reihe von Nebenflüssen und Seen entlang seines Laufes.
Das Land entlang des Moore River ist durch weite Ackerfelder, jedoch zunehmend auch durch Gartenbau und Baumplantagen geprägt. Die Flussmündung bei Guilderton ist in der Regel während der Sommermonate versperrt, wenn aufgrund der unzureichenden Wasserzufuhr eine Sandbank gebildet wird.

## Name
Benannt ist der Moore River nach George Fletcher Moore, der diesen Fluss im Jahre 1835 während einer Expedition in Western Australia entdeckt hatte.